# José y sus hermanos

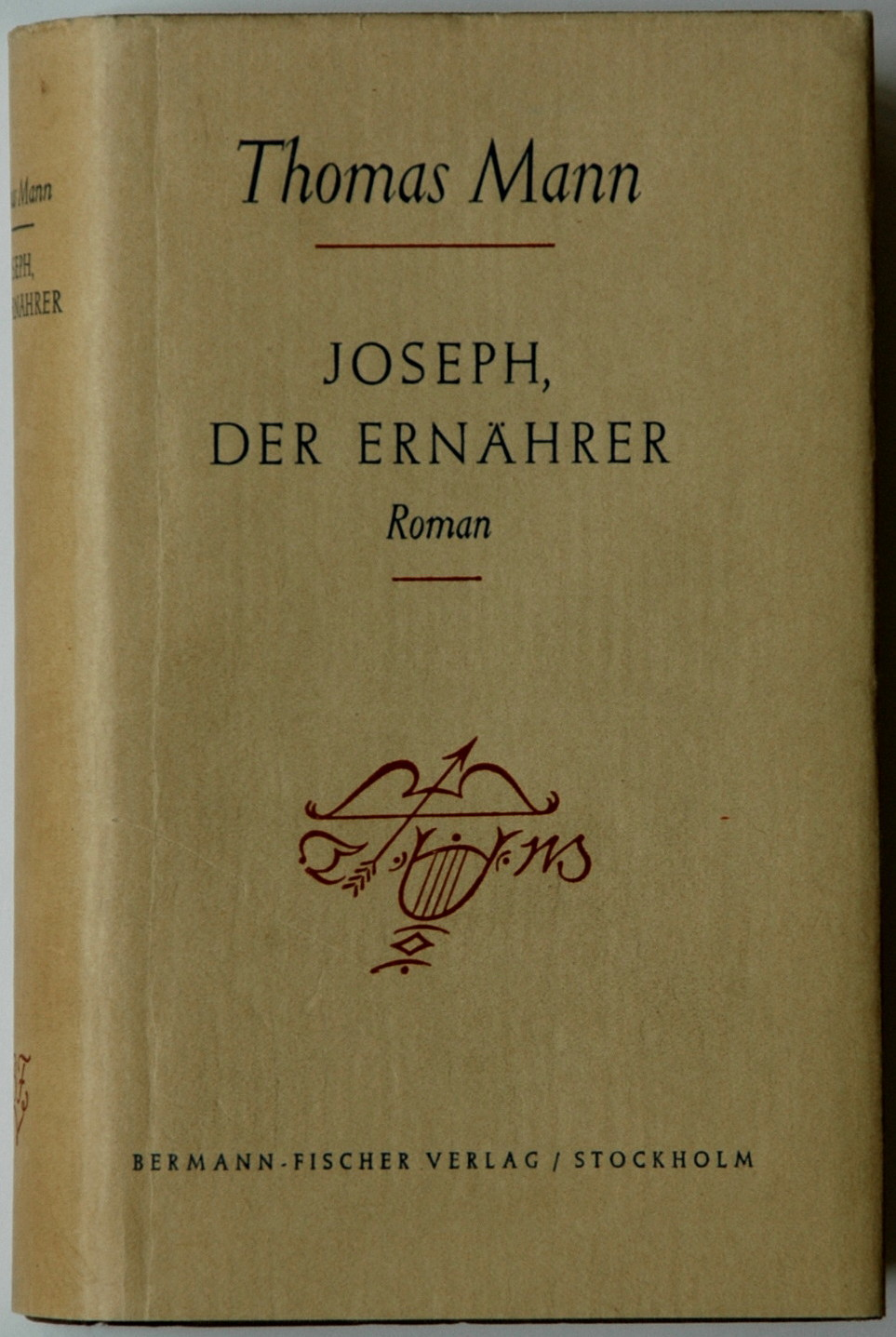
Cubierta de la primera edición del 4. libro (1943)

José y sus hermanos (Joseph und seine Brüder) es la obra más voluminosa del escritor y premio Nobel de Literatura alemán Thomas Mann. La tetralogía fue publicada entre 1933 y 1943. Inspirado por un viaje a Oriente Próximo en 1925, Mann comenzó en 1926 con el trabajo de una novela. Los primeros dos libros los pudo publicar el editorial S. Fischer en Alemania. El último fue publicado en el exilio en California.
Los libros son:
- Las historias de Jaakob (diciembre 1926-1930)
- El joven José (enero 1931-junio 1932)
- José en Egipto (julio 1931-agosto 1936)
- José el Proveedor (agosto 1940-enero 1943)